# Приготовление и начало
«Приготовление и начало» (англ. Prep & Landing) — американский комедийный короткометражный компьютерно-анимационный фильм, снятый для телевидения в 2009 году на студии Walt Disney Animation Studios по идее Криса Уильямса. Премьера состоялась 8 декабря 2009 года на канале American Broadcasting Company. Мультфильм был выпущен онлайн на следующий день вместе с одноминутной короткометражкой «Большое приключение Крохи». Было выпущено два продолжения- Секретная служба Санты: Подарок на Рождество (2010) и Секретная служба Санты: Шалуны против Паинек (2011).

## Сюжет
В канун Рождества эльф по имени Уэйн получает нового партнера — новобранца по имени Лэнни, после того, как его предыдущий партнер получил повышение, о котором мечтал. Лэнни должен помочь Уэйну в приготовлении к празднования Рождества, к прилету Санта Клауса и высадке элитных подразделений эльфов…

## Роли озвучивали
- Дэйв Фоли — Уэйн
- Дерек Ричардсон — Лэнни
- Сара Чок — Мэги
- Уильям Морган Шеппард — Санта Клаус, он же «Главный»
- Мэйсон Коттон — Тимми Теруэлп
- Дэвид Делуиз — Дэнсер
- Натан Грено — Дэшер
- Хэйс Макартур — Трэшер
- Каша Кропински — мисс Холли

## Производство
Идея «Приготовления и начала» пришла в голову режиссёру Крису Уильямсу. Главному творческому советнику студии, Джону Лассетеру идея пришлась по душе, и он предложил воплотить её в виде мультфильма для телевидения, таким образом, повторив успех рождественского мультфильма 2007 года студии DreamWorks «Шрек-мороз, зелёный нос». После выхода мультфильма «Гость Глаго», режиссёрского дебюта Уильямса, ему поручили режиссировать полнометражный мультфильм «Вольт», а производством «Приготовления и начала» руководили Кевин Дитерс и Стиви Уермерс, до этого работавшие над короткометражкой про Гуфи «Как подключить домашний кинотеатр» (2007).

## Особенности мультфильма
«Приготовление и начало» наполнен скрытыми аллюзиями и намёками, в основном, на рождественские традиции и мультфильмы. Например, в офисе Мэги есть ёлка из культового рождественского спецвыпуска «Рождество Чарли Брауна». Когда Уэйн готовится зайти к Санте, мисс Холли печатает текст популярной песенки «Jingle Bells». Фраза Мэги «Dash away all!» отсылает к известному рождественскому стихотворению «Визит святого Николая». По телевизору Уэйн смотрит мультик «Рождественская история Микки» (1984), в работе над которым принимал участие Джон Лассетер.

## Награды
- Премия Энни за лучший мультфильм для телевидения (ABC и Walt Disney Animation Studios)
- Премия Энни за дизайн персонажей для телевизионной продукции (Билл Шваб)
- Премия Энни за постановку для телевизионной продукции (Энди Харкнесс)